# Ойотунг
Ойотунг (рос. Ойотунг) — село Аллаїховського улусу, Республіки Саха Росії. Входить до складу Міжселищної території Аллаїховського улусу.
Населення — ненаселене (2015 рік).